# 葛石镇
葛石镇，是中华人民共和国山東省泰安市宁阳县下辖的一个乡镇级行政单位。

## 行政区划
葛石镇下辖以下地区：
葛石店村、东云岗村、官庄村、刘家庄村、涧西村、沙埠村、黑石铺村、宁家庄村、北庄村、张家崖村、柳沟村、鹿家崖村、石碣集村、茌家庄村、三埠村、北韦周村、夏庄村、曹家寨村、山前村、陈家店村、乱石崖村、古树口村、虎城村、杏山庄村、宝泉村、夏代堂村和徐家营村。